# Qin Jiwei

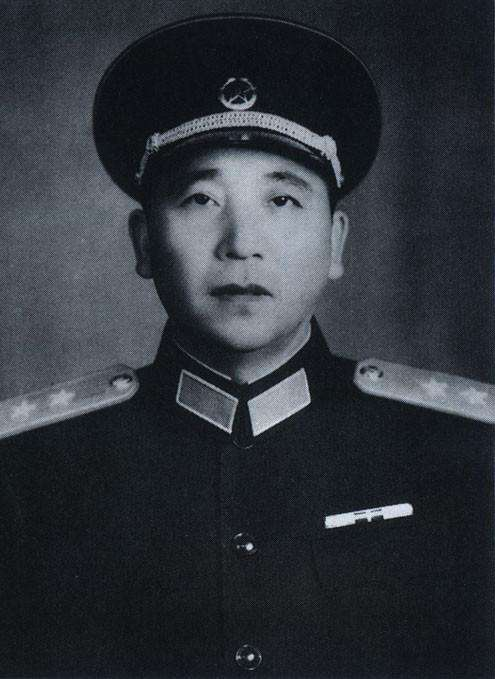
Qin Jiwei

Qin Jiwei (chinesisch 秦基偉 / 秦基伟, Pinyin Qín Jīwěi; * November 1914 in Hong’an; † 2. Februar 1997 in Peking) war ein chinesischer General der Volksbefreiungsarmee und Politiker der Kommunistischen Partei Chinas.

## Leben
Qin absolvierte seine militärische Ausbildung unter der Führerschaft von Xu Haidong und Xu Xiangqian sowie an der Seite von späteren Generalen wie Chen Zaidao und Xu Shiyou. Von 1927 bis 1993 diente er in der Armee. Er nahm am Zweiten Japanisch-Chinesischen Krieg von 1937 bis 1945 teil sowie am Chinesischen Bürgerkrieg von 1946 bis 1950 und am Koreakrieg von 1950 bis 1953. 1988 wurde er als Nachfolger von Zhang Aiping Verteidigungsminister der Volksrepublik China.
1989 kam ihm eine entscheidende Rolle am Tian’anmen-Massaker zu. Obgleich er zunächst Bedenken hatte, folgte er in seiner Rolle als amtierender Verteidigungsminister und General dem Befehl von Deng Xiaoping. Sein Nachfolger im Amt als Verteidigungsminister wurde 1993 Chi Haotian. Zum Zeitpunkt seines Todes war er Vizevorsitzender des Nationalen Volkskongress.

## Preise und Auszeichnungen (Auswahl)
- Chinesischer Orden der Befreiung
- Chinesischer Orden der Unabhängigkeit
- Chinesischer Orden der Volksbefreiungsarmee